# Okres Rakovník
Rakovník (Duits: Rakonitz) is een district (Tsjechisch: Okres) in de Tsjechische regio Midden-Bohemen. De hoofdstad is Rakovník. Het district bestaat uit 83 gemeenten (Tsjechisch: Obec).

## Lijst van gemeenten
De obce (gemeenten) van de okres Rakovník. De vetgedrukte plaatsen hebben stadsrechten. De cursieve plaatsen zijn steden zonder stadsrechten (zie: vlek).
Bdín - Branov - Břežany - Čistá - Děkov - Drahouš - Hořesedly - Hořovičky - Hracholusky - Hřebečníky - Hředle - Hvozd - Chrášťany - Janov - Jesenice - Kalivody - Karlova Ves - Kněževes - Kolešov - Kolešovice - Kounov - Kozojedy - Krakov - Krakovec - Kroučová - Krty - Krupá - Krušovice - Křivoklát - Lašovice - Lišany - Lubná - Lužná - Malinová - Městečko - Milostín - Milý - Mšec - Mšecké Žehrovice - Mutějovice - Nesuchyně - Nezabudice - Nové Strašecí - Nový Dům - Olešná - Oráčov - Panoší Újezd - Pavlíkov - Petrovice - Pochvalov - Přerubenice - Příčina - Přílepy - Pšovlky - Pustověty - Račice - Rakovník - Roztoky - Ruda - Rynholec - Řeřichy - Řevničov - Senec - Senomaty - Skryje - Slabce - Smilovice - Srbeč - Svojetín - Sýkořice - Šanov - Šípy - Švihov - Třeboc - Třtice - Václavy - Velká Buková - Velká Chmelištná - Všesulov - Všetaty - Zavidov - Zbečno - Žďár

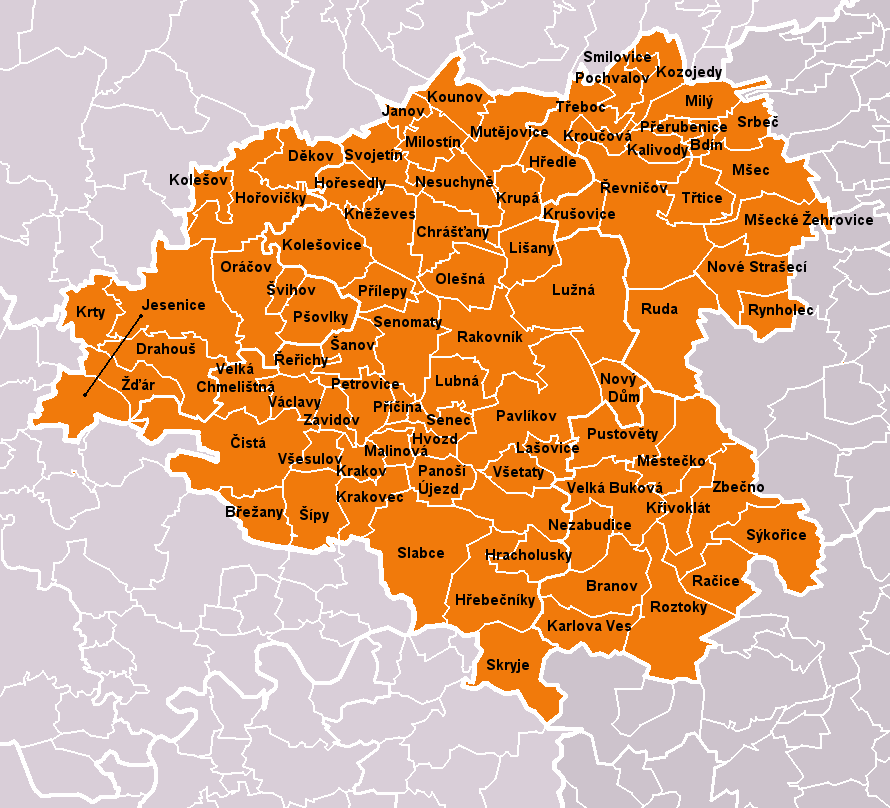
Gemeenten van okres Rakovník

Benešov · Beroun · Kladno · Kolín · Kutná Hora · Mělník · Mladá Boleslav · Nymburk · Praha-východ · -západ · Příbram · Rakovník